# Alexander Girard
Alexander Girard (Nueva York, 24 de mayo de 1907- 31 de diciembre de 1993), fue un arquitecto, diseñador de interiores, diseñador de muebles, diseñador industrial y diseñador textil, estadounidense. Es conocido principalmente por sus contribuciones en el campo del diseño textil estadounidense, en especial por su trabajo para Herman Miller desde 1952 a 1973, en donde creó telas para los diseños de George Nelson y también para Charles y Ray Eames.
Entre sus trabajos se encuentran el diseño del restaurante La Fonda del Sol en Nueva York (1960), Herman Miller Showplace: T&O (Textiles and Objects) (1961), Braniff International Airways (1965) y la Fundación Girard (1962), que alberga su extensa colección de arte popular, arte folclórico, juguetes y textiles.
En 1952 diseñó las wooden dolls, muñecas de madera para su propio uso como objetos decorativos en su casa de Santa Fe. Eran una gran familia de figuras que representaban personajes humanos y animales con varios colores. Estos originales, que forman parte del patrimonio de Girard en los fondos del Vitra Design Museum, sirvieron como modelos para las reediciones actuales.
Girard, también diseñó su propia tipografía con fuentes prácticas, ilustrativas y legibles que utilizó en algunos de sus trabajos de diseño.

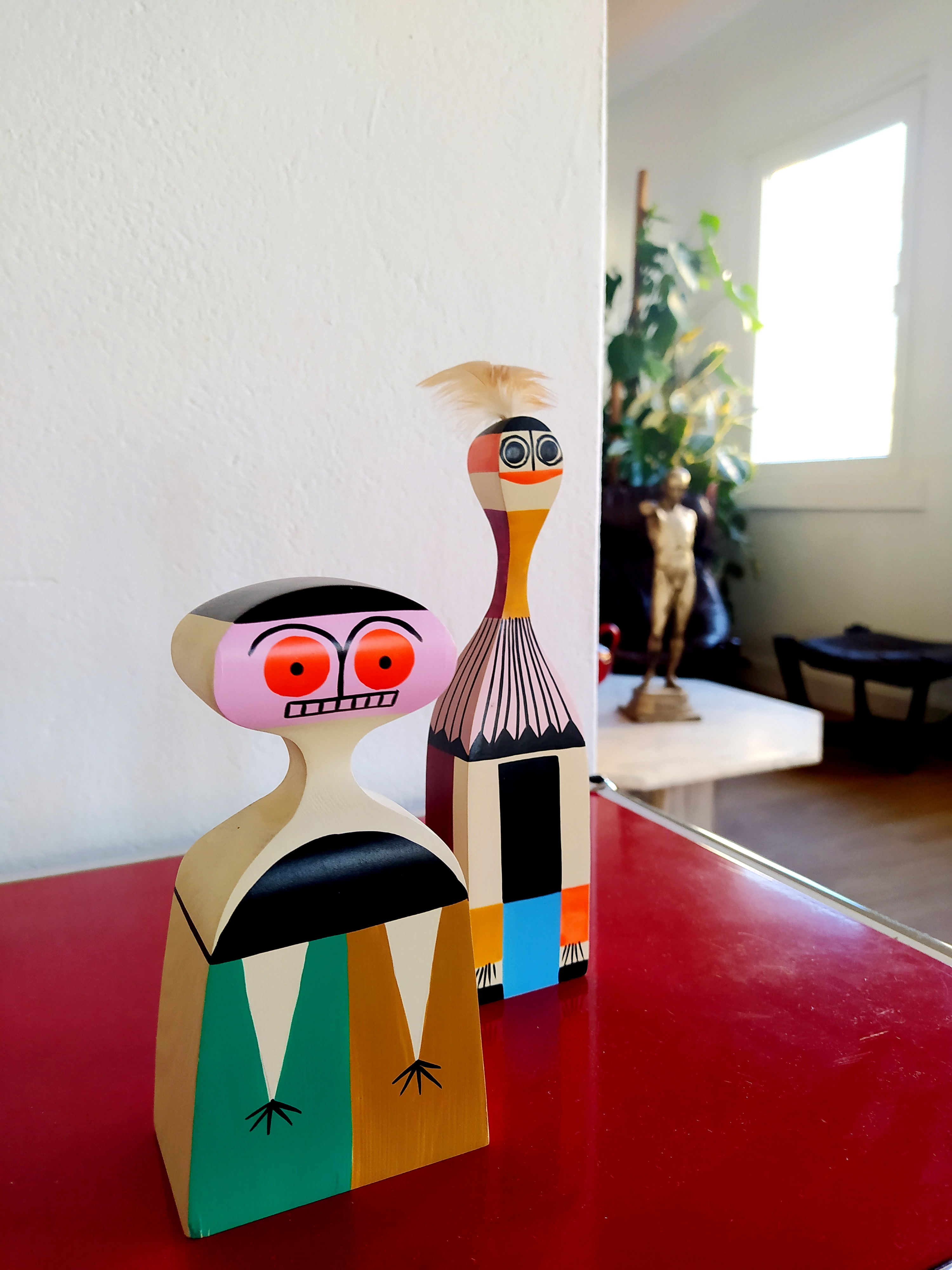
Muñecas de madera, n.º3 y n.º1 reproducidas por Vitra. Diseño original de Alexander Girard.